# محطة الأميرال براون

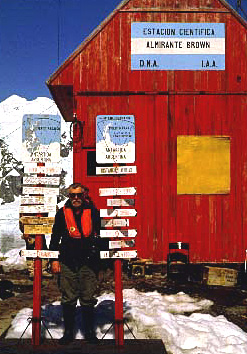
صورة في 1996.

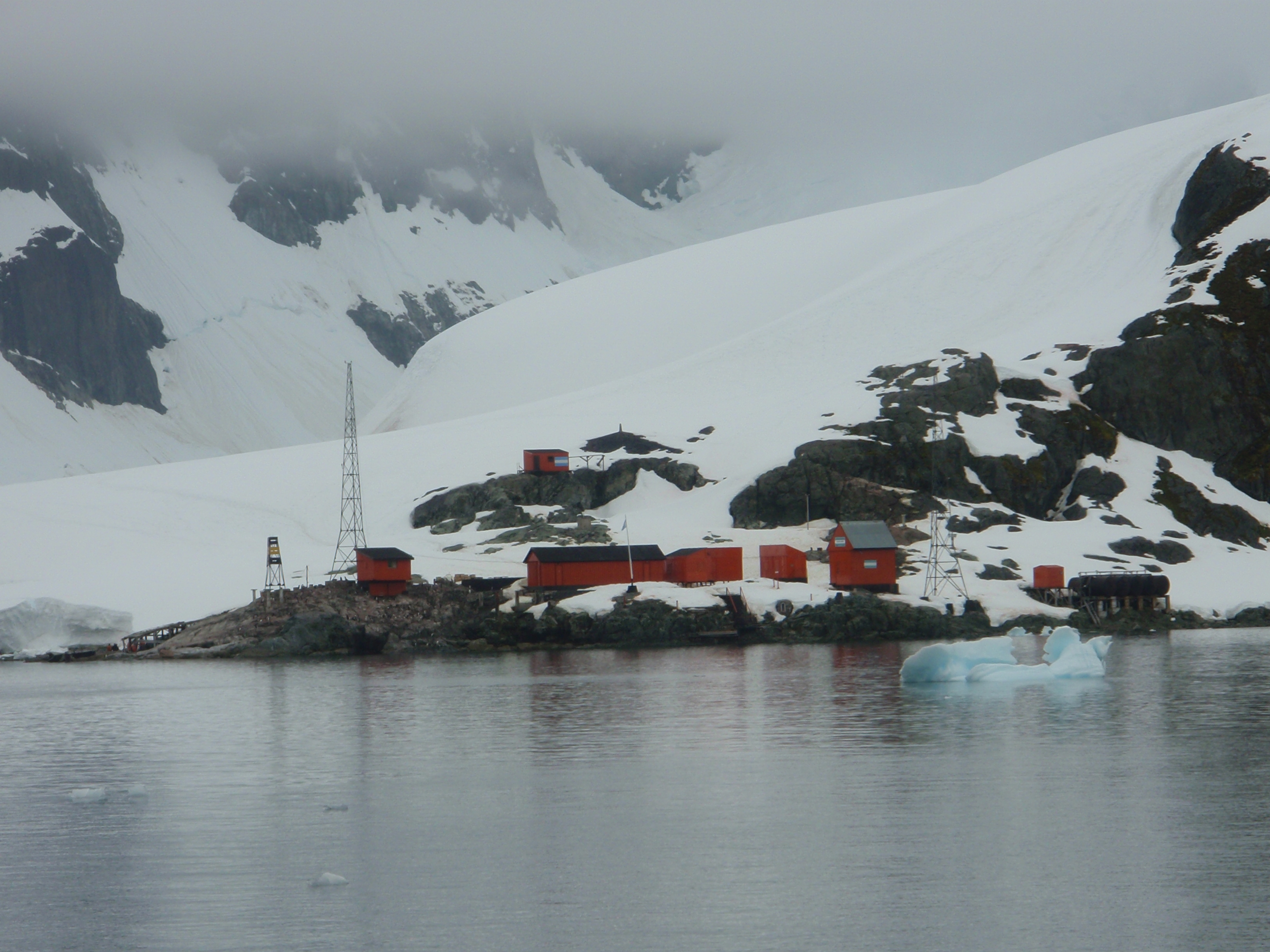
المحطة في 2009

محطة الأميرال براون (64 ° 51 جنوبا، 62 ° 54غربا) هي محطة أرجنتينية في أنتاركتيكا اسمها على اسم الاميرال غييرمو براون، الاب الروحي البحرية الأرجنتينية. المحطة الأصلية الموجودة في خليج الجنة أحرقت في عام 1984. القاعدة قد تم إعادة بناؤها جزئيا، ولكنها تستعمل في موسم الصيف فقط.